# Appeville-Annebault
Appeville-Annebault é uma comuna francesa na região administrativa da Normandia, no departamento de Eure. Estende-se por uma área de 13,43 km². Em 2010 a comuna tinha 1 014 habitantes (densidade: 75,5 hab./km²).